# Eustala bifida
Eustala bifida är en spindelart som beskrevs av F. O. Pickard-Cambridge 1904. Eustala bifida ingår i släktet Eustala och familjen hjulspindlar. Inga underarter finns listade i Catalogue of Life.